# Epharmottomena lacroixi
Epharmottomena lacroixi là một loài bướm đêm trong họ Noctuidae.